# 馬德山
马德山（1911年12月30日—1938年3月29日），原名金乘浩，朝鲜族，东北抗日联军将领，抗联第六军一师师长，2015年8月入选著名抗日英烈、英雄群体名录。

## 早年生涯
1911年12月30日，马德山出生于一个朝鲜爱国志士家庭，平安北道人。他的叔叔金铭在因从事反日运动遭日军追捕，在巷战中牺牲。他的堂兄金乘俊也因从事反日运动被捕，后死在狱中。他的祖父因反抗日军对儿孙的迫害而被日军打死。为躲避日本人的迫害，他的父亲携全家人流亡中国，辗转上海、天津、沈阳、长春等地，后于1927年定居黑龙江萝北县，与奉系军阀吴俊升招雇的几百户朝鲜族农民一起在梧桐河沿岸开垦稻田。:293:180
1930年，马德山参入列宁主义青年团，后参加了中共汤原县委举办的为期两个月的第一期军事训练班，1931年“九一八事变”后加入中国共产党，任中共汤原县委交通员。1932年，因松花江下游发洪水，马德山搬家至鹤立新农庄，以打鱼为掩护继续从事抗日工作。汤原游击队成立后，他被任命为游击队司务长，负责带领马队给密营运送给养。1934年4月，他曾在战火中为被日伪军包围的50余名汤原游击队队员送水、送饭，帮助他们最终突出重围。1935年，他参加了解除太平川警察署和亮子河金矿日伪军武装的战斗。:294-295:285-286

## 抗联六军师长
1936年1月，原汤原游击队扩编为东北抗联第六军，下设4个团。同年6月，马德山被送往东北抗日联军军政干校学习了3个月。此后，他被任命为抗联六军四团某连政治指导员，后任四团政治部主任。同年11月，六军军长夏云杰牺牲，四团团长戴鸿宾接任六军军长之职。六军建制由原来的四个团改编为四个师。马德山被任命为一师师长:295。
1937年2月初，马德山奉命率一师200余人前往富锦、同江、宝清地区建立新的抗日根据地，途经桦川县火龙沟时遭六、七百名日伪军围击。他率部与之激战一天，最终安全突出重围到达富锦。同年3月，一师在富锦县夹信子以东遭关东军150余名骑兵尾追。马德山率部跟关东军周旋，在其精疲力竭之时，借助有利地形，发起突袭，击毙日军30余人，并缴获战马十余匹。为将一师消灭在三江平原，日军发重兵围剿。马德山一方面开展避开主力的游击战，另一方面通过教化引导日伪军和“集团部落”警察和自卫团哗变抗日，先后解除了汉奸郭成自卫团，夹信子自卫团和警察署以及汉奸地主高二麻子自卫团的武装。经过半年的努力，一师与其他兄弟部队一起最终建立起富锦、宝清根据地。:180-181:286
1937年9月，马德山与徐光海在依兰县委的配合下，争取到日伪军三十八团一名营长和其两个连的下属哗变，同时还解除了依兰县汉奸王治安领导的自卫团武装。从依兰县回师后，一师又通过日伪军三十五团的一名号兵，将一师手枪队潜入该团骑兵营，成功解除该营全营的武装。此后，六军一师一度扩编到近两千人。随着武器装备改善，一师开始设立机枪连和迫击炮连，成为富锦、宝清地区抗日主力部队。:296-297:286
1938年3月29日，马德山率部与六军五师一起准备在萝北县绥滨老龙岗伏击一支约300余人的日伪警察大队。日伪警察大队进入马德山所在的第一道埋伏圈后，日军警犬嗅到埋伏狂吠。马德山随即下令改伏击为进攻。在追击逃兵时，马德山被暗枪击中，后牺牲，年仅二十七岁:181:286。他的遗体被战友葬于萝北绥滨的密林中。在此次老龙岗战役中，抗联击毙日伪警察60余人，俘虏70余人，活捉了日伪警察大队长:181:286。

## 纪念
- 黑龙江省鹤岗市萝北县江滨农场建有马德山烈士陵园，立有纪念碑[8][9]。
- 2015年8月入选著名抗日英烈、英雄群体名录[1]。